# Legnica
Legnica [lεg'niʦa] (tyska: Liegnitz) är en stad i Nedre Schlesiens vojvodskap i sydvästra Polen. Staden utgör administrativt en stadskommun med powiatstatus, med 101 768 invånare i juni 2014, vilket gör den till den tredje största staden i vojvodskapet. Staden är även biskopssäte för Legnicas stift inom den romersk-katolska kyrkan.

## Geografi
Legnica ligger på den mellanschlesiska platån vid mynningen av floden Czarna Woda i floden Kaczawa, omkring 60 kilometer väster om storstaden Wrocław och 80 kilometer öster om den tyska gränsen vid Zgorzelec (Görlitz). Administrativt är staden en stad med powiatstatus tillhörande Nedre Schlesiens vojvodskap. Det omgivande landsdistriktet, Powiat legnicki, har sitt säte i staden men är administrativt självständigt från denna.

## Historia
Ett kastell uppfördes på platsen för det senare slottet på 1100-talet. Från 1163 var slottet ett av residensen för hertigarna av Schlesien av huset Piast. Vid Legnickie Pole strax sydost om staden stod 1241 det stora slaget vid Liegnitz där mongolväldets styrkor besegrade de förenade styrkorna från Polen, Tysk-romerska riket och de tyska riddarordnarna. Senast 1242 erhöll staden stadsrättigheter.
År 1248 blev stadens slott säte för hertigarna av hertigdömet Legnica, som avdelades från hertigdömet Schlesien. 1329 erkändes kung Johan den blinde av Böhmen som länsherre, och därefter kom hertigarna och staden att lyda under Böhmen, från 1500-talet därmed under Habsburgmonarkin.
Trots brandenburgska anspråk kom Liegnitz 1675 under Tysk-romerska riket, men erövrades 1740 av Fredrik den store under Österrikiska tronföljdskriget, och tillföll vid freden 1742 Preussen.
15 augusti 1760 stod här ett slag mellan preussiska och österrikiska trupper under Sjuårskriget. 26 augusti stod här ett slag mellan franska och preussiska trupper under Sjätte koalitionskriget.
Mellan 1816 och 1945 var staden huvudstad i Regierungsbezirk Liegnitz i den preussisk-tyska provinsen Schlesien. Vid andra världskrigets slut 1945 tillföll staden Polen genom Potsdamöverenskommelsen.

## Kultur och sevärdheter

### Sevärdheter

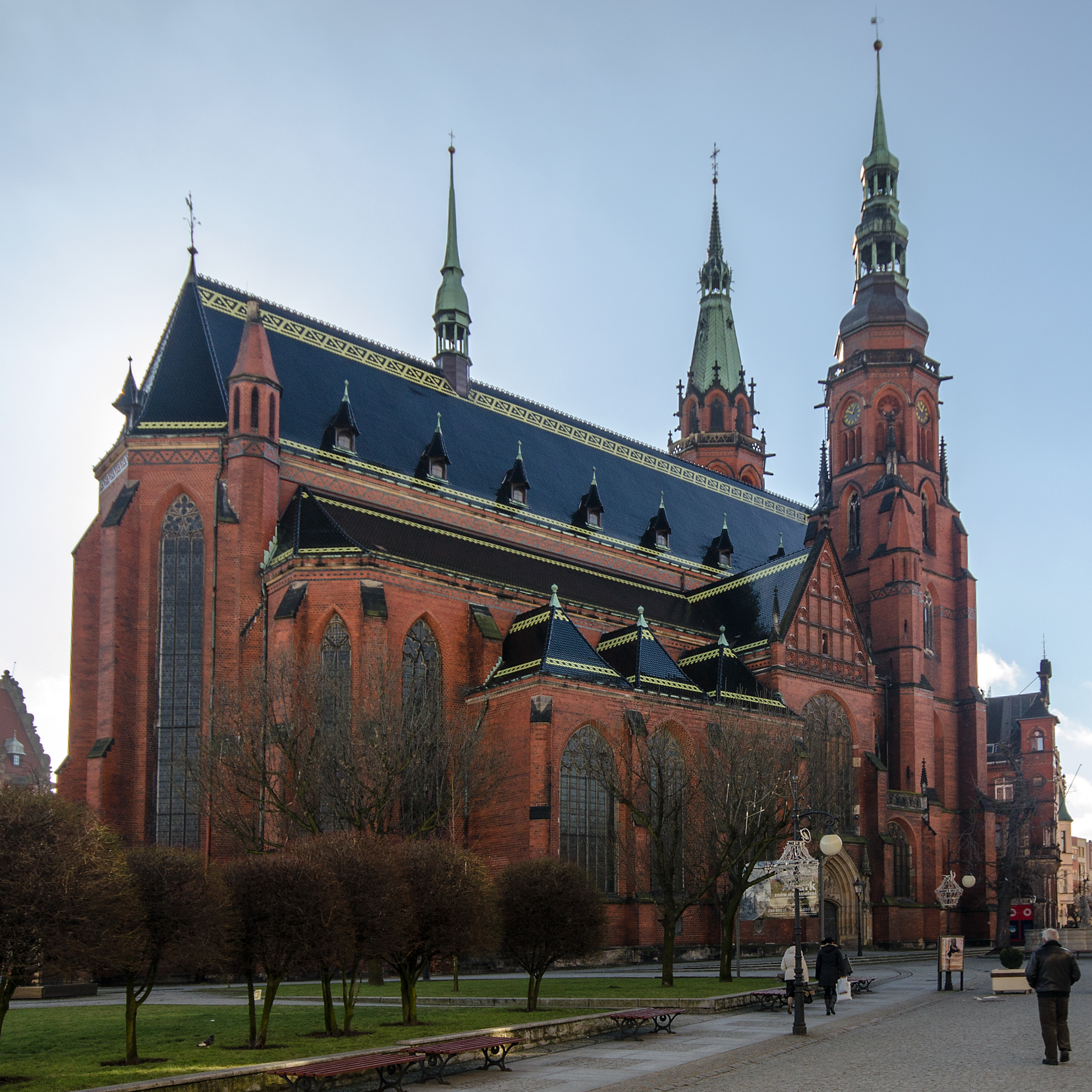
S:t Petrus och Paulus-katedralen

- S:t Petrus och Paulus-katedralen (Kościół ŚŚ Piotra i Pawła) uppfördes 1329–1390 och har eldhärjats och renoverats flera gånger. Större ombyggnader genomfördes 1835 enligt ritningar av Karl Friedrich Schinkel och 1892–1894 enligt ritningar av Johann Otzen. Den tidigare ofullbordade huvudfasaden fick ett sydtorn med nygotisk spira och stora delar av den historiska fasaden ersattes. Kyrkan är en treskeppig hallkyrka. Den historiska inredningen är huvudsakligen bevarad. Från reformationen 1523 till 1945 var kyrkan protestantisk stadskyrka för att 1945 åter bli katolsk. Sedan 1992 är den domkyrka i det då grundade Legnicas stift inom den romersk-katolska kyrkan.
- Mariakyrkan är stadens äldsta kyrka, ursprungligen från 1100-talet.
- Johannes Döparen-kyrkan
- Piastslottet (Zamek Piastowski) är en av Polens äldsta stenborgar, grundlagd i slutet av 1000-talet. Från 1248 till 1675 var slottet residens för hertigarna av Legnica och Brzeg. Efter att huset Piasts Liegnitzgren dött ut med hertigen Georg IV Vilhelm av Liegnitz övergick hertigdömet och slottet till kejsaren Leopold I. Efter att Fredrik II av Preussen intagit staden 1740, byggdes slottet om, och försvarsverken revs. Det gamla slottet förstördes till stora delar i två bränder 1835 och 1840, varefter det återuppbyggdes enligt ritningar av Karl Friedrich Schinkel i nygotik. Slottet brann åter i samband med striderna om staden 1945 och återuppfördes under 1960-talet. 2009 renoverades slottet och de två tornen öppnades som utsiktstorn för allmänheten. Slottet används idag som utbildningslokaler, bland annat för Legnicas lärarhögskola.
- Gamla rådhuset, uppfört 1737-1741, idag teater och restauranglokal.
- Nya rådhuset, uppfört 1902-1906 i nyrenässansstil.
- Ritterakademie, tidigare adelsskola från 1700-talet och läroverk.
- Strömmingsbodarna vid Śledziówkamitorget
- Franciskanerklostret
- Trefaldighetskyrkan
- Ortodoxa kyrkan
- Uppståndelsekyrkan
- Stadsparken (Park miejski)

### Museer
- Kopparmuseet

### Sport
Stadens främsta fotbollslag är Miedź Legnica, segrare i Polska cupen säsongen 1991-1992.

## Vänorter
- Blansko, Tjeckien
- Drohobytj, Ukraina
- Orenburg, Ryssland
- Wuppertal, Tyskland
- Roanne, Frankrike

## Kända invånare
- Klaus Beer (född 1942), friidrottare.
- Łukasz Cyborowski (född 1980), schackmästare.
- Hans-Heinrich Jescheck (1915-2009), jurist.
- Gert Jeschonnek (1912-1999), tysk marinofficer.
- Leopold Kronecker (1823-1891), matematiker.
- Mariusz Lewandowski (född 1979), fotbollsspelare.
- Paul Löbe (1875-1967), tysk socialdemokratisk politiker (SPD), talman i Tysklands riksdag 1920-1924 och 1925-1932.
- Olena Pidhruschna (född 1987), ukrainsk skidskytt och politiker.
- Günther Reich (1921-1989), operasångare.
- Dieter Speer (född 1942), skidskytt.
- Karl von Vogelsang (1818-1890), social reformivrare, politiker och publicist.